# Bert (personaje)
Bert el Cerillero es un personaje ficticio y uno de los protagonistas del libro de P. L. Travers Mary Poppins y todas sus adaptaciones, aunque el personaje difiere un poco entre las diferentes adaptaciones. En el libro de Travers, figuran dos personajes, Bert; y el limpiachimeneas, los cuales son fusionados en uno solo en la película de 1964.

## Descripción

### Libro
Bert "The Matchman" es uno de los mejores amigos de Mary Poppins. Cuando el tiempo es bueno, dibuja pinturas vivientes en el pavimento con gis, pero cuando llueve, vende cerillos y es conocido entonces como "The Matchman". Mary Poppins a veces sale de paseo con Bert en su segundo jueves libre. Bert es amigable también con los hijos de Banks y los otros residentes de Cherry Tree Lane. Además, tiene una tercera ocupación – tocar en las calles con su zanfona.

### Película
En la película, Bert es un cockney milusos y el amigo más cercano de Mary Poppins, quien está completamente acostumbrado a su magia. Sus interacciones lúdicas implican que se conocen desde hace mucho tiempo y que este tipo de historias se ha repetido varias veces. Bert tiene al menos cuatro trabajos en la película: hombre orquesta, artista callejero,  limpiachimeneas y vendedor de cometas.
Bert es una combinación de "The Matchman" y el deshollinador, y tiene un rol más prominente en las aventuras de los niños, incluyendo cuidar del tío de Mary, Albert. En el musical, él tiene un rol principal, actuando como narrador y viejo amigo de Mary y los hijos de los Banks.
Figura en la escena de apertura, junto con muchas otras escenas. También es el narrador, introduciendo a la audiencia y rompiendo la cuarta pared en el vecindario de los Banks.